# حدود الطب
حدود الطب المعروف أيضًا باسم لعنة الطب، هو كتاب من تأليف إيفان إيليتش نُشر لأول مرة في عام 1975. دون تحديد ماهية التطبيب، ادعى إيليتش أن الطب اكتسب سيطرة اجتماعية بشكلٍ متزايد على حياة الناس، مما أدى إلى تأثيرات علاجية المنشأ، حيثُ أصبح الأطباء هم اللاعبين الرئيسيين في هذه العملية.

## الفكره المركزية
الفكرة المركزية للكتاب هي أن الطب - وخاصةً الطب الغربي - ليس جيدًا وفعالاً كما يصوره الأطباء. وله نقاط ضعف متأصلة، والتي غالبًا ما تُقمع عمدًا من قبل المؤسسة الطبية. ولنتأمل هنا مقدمة الكتاب التي تبدأ بهذه العبارة: "لقد أصبحت المؤسسة الطبية تشكل تهديدًا كبيرًا للصحة".      